# Bernardino Álvarez
Bernardino Álvarez (Utrera, Sevilla, 1514 - Mèxic, 12 d'agost de 1584) va ésser un laic espanyol, militar i aventurer a Mèxic que, convertit a la vida cristiana, dedicà els seus béns a la beneficència i a la fundació d'hospitals i d'una congregació religiosa d'atenció als malalts, especialment els malalts mentals, l'Orde dels Germans de la Caritat. Ha estat proclamat servent de Déu per l'Església catòlica i considerat com un precursor de la psiquiatria.

## Biografia
Últim dels quatre fills de Luis Álvarez i Ana Herrera, de família noble. Va anar a escola i va voler seguir la carrera militar per fer-hi fortuna. Als vint anys, en 1534, va embarcar cap a Mèxic, on va lluitar en la campanya contra els txitximeques. No li agradava, però, la vida militar ni la disciplina. Va tornar a Ciutat de Mèxic, on va dedicar-se al joc i la vida dissoluta, convertint-se en un delinqüent i dirigint una banda de malfactors. Fou detingut, empresonat i condemnat a treballs forçat a Xile; va escapar de la presó matant tres guàrdies i, ajudat per una prostituta, va aconseguir cavalls i diners per arribar a Acapulco, on embarcà cap al Perú. A Cuzco va fer fortuna, sense que se sàpiga com.
Ja ric, va escriure a la seva mare enviant-li diners i demanant-li que anés al Perú amb les seves dues germanes per viure plegats amb la fortuna que havia guanyat. La mare, però, havia entrat en una congregació religiosa i les germanes s'havien fet monges, i el van instar que fos millor cristià i dediqués els seus diners al servei de Déu. No es tenen dades del que va fer després fins que ja en 1556 torna a Ciutat de Mèxic com un home ric i pietós, penedit de la seva vida anterior i fent una vida cristiana de pregària, dejunis i obres de beneficència, deixant de banda la vida mundana.
Álvarez va treballar voluntàriament en la cura de malalts dels dos hospitals de la ciutat; a més, dedicava la seva fortuna a obres de caritat. Després de deu anys de treball, Álvarez estava convençut que calien millors institucions de servei als malalts, especialment els malalts mentals, que no rebien cap atenció i sovint eren maltractats. Va dedicar el seu temps i recursos a la fundació de nous hospitals, buscant altres persones que li donessin suport i aconseguint un terreny, la donació del qual fos el 2 de novembre de 1566. Li van donar llicències per a bastir-hi un hospital el bisbe, el virrei i el rei, la qual cosa va fer que arribaren nous llegats i donacions.

### Fundació dels hospitals i de la congregació
L'hospital es construí a la ciutat, a la carretera de Tlacopan, a la vora de l'ermita dels Mártires, després anomenada de San Hipólito, patró de la Ciutat de Mèxic, i que acabaria donant nom a l'Hospital y Asilo de Convalescientes de San Hipólito, que s'inaugurà el 28 de gener de 1567. L'objectiu de l'hospital era acollir convalescents sense mitjans, malalts mentals i vells abandonats i sols, a més dels nens orfes i pobres, als quals s'oferiria instrucció per part de professors voluntaris.

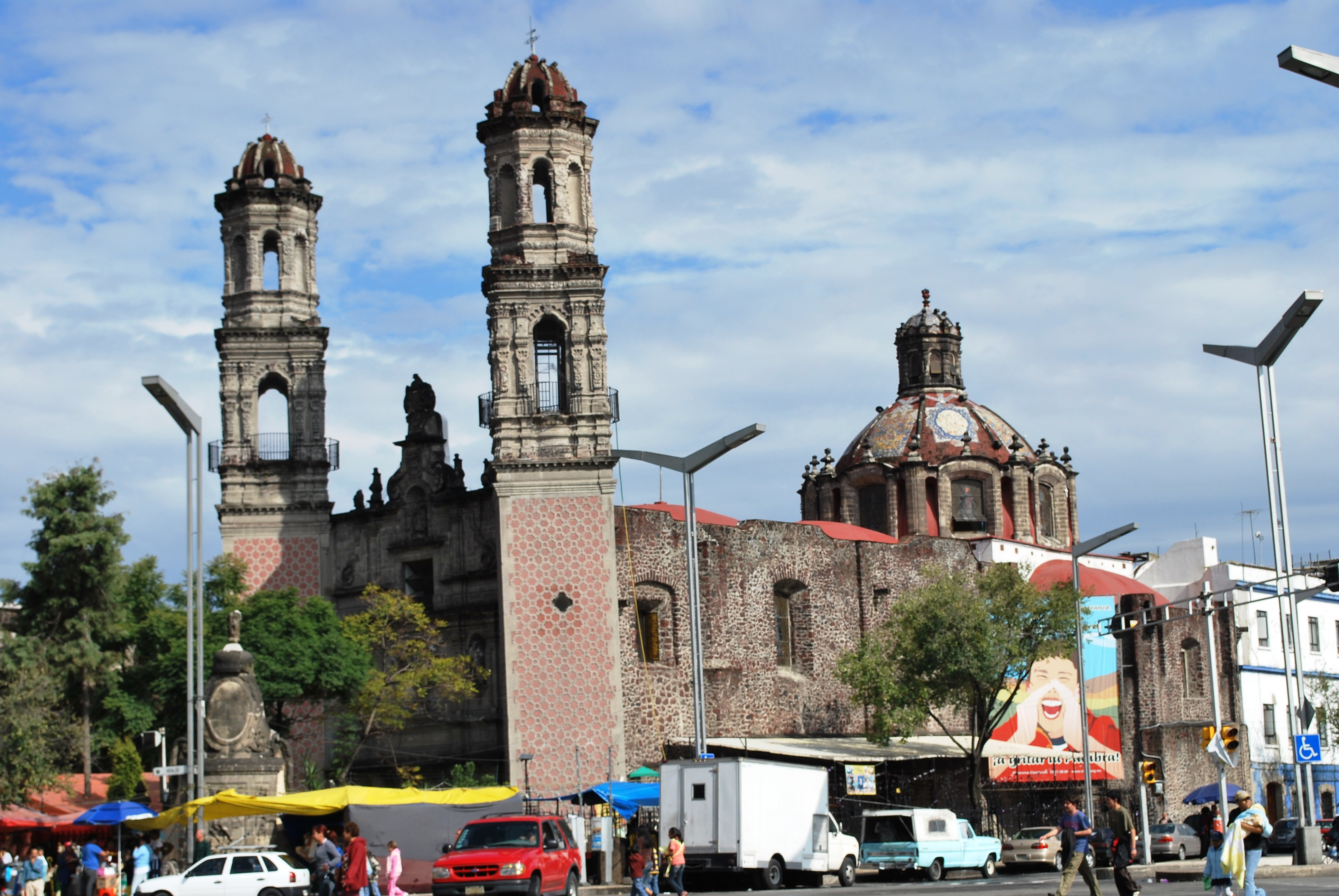
Església de San Hipólito (Mèxic), capella de l'hospital i lloc d'enterrament del fundador.

L'hospital va créixer ràpidament. Álvarez va comprar cent mules i periòdicament enviava voluntaris de l'hospital al port de San Juan de Ulúa per tractar els viatgers que havien emmalaltit durant el viatge des d'Europa: cada una d'aquestes expedicions costava uns 100.000 pesos, una gran quantitat de diners. Álvarez obrí nous hospitals, cadascú planificat per a uns tractaments específics, i quedant el de San Hipólito destinat als malalts mentals. Bernardino Álvarez va crear dues xarxes d'hospitals: una a la costa del Pacífic (Oaxtepec i Acapulco), i una altra a la costa de l'Atlàntic, amb els hospitals de Puebla, Perote, Xalapa i Veracruz, a més d'un altre hospital a l'Havana (Cuba).
La xarxa d'hospital era gran i comptava amb un bon nombre de treballadors i voluntaris que dedicaven la seva vida al servei als malalts; Bernardino va pensar de formar amb ells una congregació religiosa que s'encarregués d'aquestes tasques, l'Orde dels Germans de la Caritat, anomenada dels hipòlits, fundat el 1585 i que es convertiria en orde religiós com a Orde de Sant Hipòlit en 1700, i que subsistí fins a la supressió de 1821.
Bernardino Álvarez havia invertit tots els seus béns en la fundació i, ja amb uns setanta anys, s'instal·là a una de les cel·les de l'hospital de San Hipólito, on va dur una vida ascètica i pietosa, morint-hi el 12 d'agost de 1584. Fou sebollit a l'església de San Hipólito, capella de l'hospital.